# Rikkavesi
Rikkavesi är en sjö i kommunerna Outokumpu, Tuusniemi och Kaavi i landskapen Norra Karelen och Norra Savolax i Finland. Sjön ligger 101 meter över havet. Den är 66,85 meter djup. Arean är 63,36 kvadratkilometer och strandlinjen är 267,05 kilometer lång. Sjön  ingår i Vuoksens huvudavrinningsområde.   Den ligger omkring 47 kilometer väster om Joensuu, omkring 46 kilometer öster om Kuopio och omkring 350 kilometer nordöst om Helsingfors. 